# Клоуны (фильм)
«Клоуны» (итал. I clowns) — телефильм режиссёра Федерико Феллини, снятый в 1970 году. Фильм является частично документальным, частично художественным.

## Сюжет
Феллини со съёмочной группой путешествует по Европе, посещая цирки Парижа, Рима, Мюнхена и берёт интервью у знаменитых клоунов прошлого, ныне прочно забытых. 
Кроме того, в фильм входят автобиографические зарисовки из провинциального детства и воссоздание легендарных клоунских номеров. 

## Награды
- 1971 — Премия «Давид ди Донателло»
  - «Специальный Давид» за производство Rai Produzione